# مهران شاهین‌طبع
مهران شاهین‌طبع (زاده ۳ بهمن ۱۳۴۳) بازیکن و سرمربی سابق تیم ملی ایران بود.
وی در حال حاضر مربی بسکتبال استقلال تهران است و پیش از این مربی السد قطر بوده است.
وی در جام ملت‌های بسکتبال آسیا ۱۹۸۹، بازی‌های آسیایی ۱۹۹۰، جام ملت‌های بسکتبال آسیا ۱۹۹۱، جام ملت‌های بسکتبال آسیا ۱۹۹۳، بازی‌های آسیایی ۱۹۹۴ و جام ملت‌های بسکتبال آسیا ۱۹۹۵ عضو تیم ملی بسکتبال ایران بوده است.
شاهین‌طبع سابقه سرمربی‌گری در باشگاه‌های صباباتری، مهرام تهران، پتروشیمی بندر امام خمینی، دانشگاه آزاد پیکان، گرگان، شیمیدور و تیم ملی جوانان بسکتبال ایران و دستیاری تیم ملی بسکتبال ایران را دارد.
وی در دی ۱۳۹۵ به عنوان سرمربی تیم ملی بسکتبال ایران انتخاب شد اما وی این سمت را نپذیرفت و مهران حاتمی جایگزین وی شد. شاهین‌طبع در بهمن ۱۳۹۶ دوباره به عنوان سرمربی تیم ملی بسکتبال ایران انتخاب شد.
شاهین طبع پس از برگزاری بازی‌های المپیک توکیو ۲۰۲۰، به کار خود در تیم ملی پایان داد.
وی در سال ۲۰۲۲ به سرمربی‌گری تیم الشمال قطر منصوب شد و توانست در لیگ بسکتبال قطر به رتبه دوم دست پیدا کند.